# مدار ۱۸ درجه شمالی
مدار ۱۸ درجه شمالی، دایره‌ای از عرض جغرافیایی است که در ۱۸ درجهٔ شمالی خط استوا  قرار دارد.

## گذر از مناطق
از نصف‌النهار مبدأ شروع می‌شود و به سمت مشرق ۱۸ درجه شمالی از موارد زیر گذر می‌کند:
| مختصات‌ها                                             | کشور، قلمرو یا دریا | توضیحات |
| ---------------------------------------------------- | ------------------- | --- |
| ۱۸°۰′ شمالی ۰°۰′ شرقی / ۱۸٫۰۰۰°شمالی ۰٫۰۰۰°شرقی      | مالی                | This part of Mali has declared independence as ازواد |
| ۱۸°۰′ شمالی ۴°۱۴′ شرقی / ۱۸٫۰۰۰°شمالی ۴٫۲۳۳°شرقی     | نیجر                | |
| ۱۸°۰′ شمالی ۱۵°۳۳′ شرقی / ۱۸٫۰۰۰°شمالی ۱۵٫۵۵۰°شرقی   | چاد                 | |
| ۱۸°۰′ شمالی ۲۴°۰′ شرقی / ۱۸٫۰۰۰°شمالی ۲۴٫۰۰۰°شرقی    | سودان               | |
| ۱۸°۰′ شمالی ۳۸°۳۴′ شرقی / ۱۸٫۰۰۰°شمالی ۳۸٫۵۶۷°شرقی   | دریای سرخ           | |
| ۱۸°۰′ شمالی ۴۱°۳۸′ شرقی / ۱۸٫۰۰۰°شمالی ۴۱٫۶۳۳°شرقی   | عربستان سعودی       | |
| ۱۸°۰′ شمالی ۴۸°۷′ شرقی / ۱۸٫۰۰۰°شمالی ۴۸٫۱۱۷°شرقی    | یمن                 | |
| ۱۸°۰′ شمالی ۵۲°۲۸′ شرقی / ۱۸٫۰۰۰°شمالی ۵۲٫۴۶۷°شرقی   | عمان                | |
| ۱۸°۰′ شمالی ۵۶°۲۴′ شرقی / ۱۸٫۰۰۰°شمالی ۵۶٫۴۰۰°شرقی   | اقیانوس هند         | دریای عرب |
| ۱۸°۰′ شمالی ۷۳°۱′ شرقی / ۱۸٫۰۰۰°شمالی ۷۳٫۰۱۷°شرقی    | هند                 | مهاراشترا کارناتاکا آندرا پرادش چتیسگر اوریسا Andhra Pradesh Orissa Andhra Pradesh                                                                                       |
| ۱۸°۰′ شمالی ۸۳°۳۴′ شرقی / ۱۸٫۰۰۰°شمالی ۸۳٫۵۶۷°شرقی   | اقیانوس هند         | خلیج بنگال |
| ۱۸°۰′ شمالی ۹۴°۲۸′ شرقی / ۱۸٫۰۰۰°شمالی ۹۴٫۴۶۷°شرقی   | میانمار (Burma)     | |
| ۱۸°۰′ شمالی ۹۷°۴۴′ شرقی / ۱۸٫۰۰۰°شمالی ۹۷٫۷۳۳°شرقی   | تایلند              | |
| ۱۸°۰′ شمالی ۱۰۱°۱′ شرقی / ۱۸٫۰۰۰°شمالی ۱۰۱٫۰۱۷°شرقی  | لائوس               | |
| ۱۸°۰′ شمالی ۱۰۱°۴۵′ شرقی / ۱۸٫۰۰۰°شمالی ۱۰۱٫۷۵۰°شرقی | تایلند              | |
| ۱۸°۰′ شمالی ۱۰۲°۲۴′ شرقی / ۱۸٫۰۰۰°شمالی ۱۰۲٫۴۰۰°شرقی | لائوس               | Passing just north of وینتیان |
| ۱۸°۰′ شمالی ۱۰۳°۳′ شرقی / ۱۸٫۰۰۰°شمالی ۱۰۳٫۰۵۰°شرقی  | تایلند              | |
| ۱۸°۰′ شمالی ۱۰۴°۱۲′ شرقی / ۱۸٫۰۰۰°شمالی ۱۰۴٫۲۰۰°شرقی | لائوس               | |
| ۱۸°۰′ شمالی ۱۰۵°۳۷′ شرقی / ۱۸٫۰۰۰°شمالی ۱۰۵٫۶۱۷°شرقی | ویتنام              | |
| ۱۸°۰′ شمالی ۱۰۶°۲۸′ شرقی / ۱۸٫۰۰۰°شمالی ۱۰۶٫۴۶۷°شرقی | دریای جنوبی چین     | Passing just south of the island of هاینان, چین |
| ۱۸°۰′ شمالی ۱۲۰°۳۰′ شرقی / ۱۸٫۰۰۰°شمالی ۱۲۰٫۵۰۰°شرقی | فیلیپین             | Island of لوزون |
| ۱۸°۰′ شمالی ۱۲۲°۱۱′ شرقی / ۱۸٫۰۰۰°شمالی ۱۲۲٫۱۸۳°شرقی | اقیانوس آرام        | دریای فیلیپین · Passing just south of پاگان (جزیره), جزایر ماریانای شمالی · into an unnamed part of the Ocean                                                            |
| ۱۸°۰′ شمالی ۱۰۲°۲۷′ غربی / ۱۸٫۰۰۰°شمالی ۱۰۲٫۴۵۰°غربی | مکزیک               | |
| ۱۸°۰′ شمالی ۸۸°۴۶′ غربی / ۱۸٫۰۰۰°شمالی ۸۸٫۷۶۷°غربی   | بلیز                | |
| ۱۸°۰′ شمالی ۸۸°۸′ غربی / ۱۸٫۰۰۰°شمالی ۸۸٫۱۳۳°غربی    | Chetumal Bay        | |
| ۱۸°۰′ شمالی ۸۷°۵۸′ غربی / ۱۸٫۰۰۰°شمالی ۸۷٫۹۶۷°غربی   | بلیز                | Ambergris Caye |
| ۱۸°۰′ شمالی ۸۷°۵۵′ غربی / ۱۸٫۰۰۰°شمالی ۸۷٫۹۱۷°غربی   | دریای کارائیب       | |
| ۱۸°۰′ شمالی ۷۷°۵۰′ غربی / ۱۸٫۰۰۰°شمالی ۷۷٫۸۳۳°غربی   | جامائیکا            | Passing though کینگستون |
| ۱۸°۰′ شمالی ۷۶°۱۵′ غربی / ۱۸٫۰۰۰°شمالی ۷۶٫۲۵۰°غربی   | دریای کارائیب       | Passing just south of the Tiburon Peninsula, هائیتی |
| ۱۸°۰′ شمالی ۷۱°۴۲′ غربی / ۱۸٫۰۰۰°شمالی ۷۱٫۷۰۰°غربی   | جمهوری دومینیکن     | |
| ۱۸°۰′ شمالی ۷۱°۹′ غربی / ۱۸٫۰۰۰°شمالی ۷۱٫۱۵۰°غربی    | دریای کارائیب       | Passing just south of جزیره سوانا, جمهوری دومینیکن · Passing just south of Isla Mona, پورتوریکو                                                                          |
| ۱۸°۰′ شمالی ۶۷°۱۲′ غربی / ۱۸٫۰۰۰°شمالی ۶۷٫۲۰۰°غربی   | پورتوریکو           | |
| ۱۸°۰′ شمالی ۶۵°۵۲′ غربی / ۱۸٫۰۰۰°شمالی ۶۵٫۸۶۷°غربی   | دریای کارائیب       | Passing just south of Isla de Vieques, پورتوریکو · Passing between the islands of St. Thomas and St. Croix, جزایر ویرجین ایالات متحده · Passing just south of سنت مارتین |
| ۱۸°۰′ شمالی ۶۳°۰′ غربی / ۱۸٫۰۰۰°شمالی ۶۳٫۰۰۰°غربی    | اقیانوس اطلس        | Passing just north of سنت بارثلمی |
| ۱۸°۰′ شمالی ۱۶°۱′ غربی / ۱۸٫۰۰۰°شمالی ۱۶٫۰۱۷°غربی    | موریتانی            | Passing just south of نوآکشوت |
| ۱۸°۰′ شمالی ۵°۴۶′ غربی / ۱۸٫۰۰۰°شمالی ۵٫۷۶۷°غربی     | مالی                | This part of Mali has declared independence as ازواد |